# Fuad Əmircan
Fuad Amirdżan, aze. Fuad Əmircan, tur. Fuad Emircan, ros. Фуад Амирджан, Fuad Amirdżan (ur. w 1911 r. w Baku, zm. 8 maja 1995 r. w Bonn) – turecki dziennikarz i publicysta azerskiego pochodzenia, zastępca przewodniczącego Azerbejdżańskiego Komitetu Narodowego podczas II wojny światowej, turecki dyplomata, azerski działacz narodowy
W 1923 r. jego rodzina wyjechała do Turcji. Ukończył Francuski Polityczny Instytut Naukowy, a następnie studia prawnicze w Niemczech. Powrócił do Turcji, gdzie pracował w różnych gazetach, pisząc w nich liczne artykuły pod pseudonimem Salim Sabit. W 1941 r. jako korespondent wojenny pisma "Tesviri Efkar"przyjechał do III Rzeszy. Zajmował się tematyką związaną z działalnością Legionu Azerbejdżańskiego, którego bataliony wzięły udział w walkach z Armią Czerwoną. Wstąpił do Legionu, prowadząc w obozach jenieckich dla czerwonoarmistów werbunek ochotników do niego. Podjął pracę w redakcjach pism Legionu. W 1943 r. został zastępcą przewodniczącego Azerbejdżańskiego Komitetu Narodowego w Berlinie. Po zakończeniu wojny pełnił funkcję przedstawiciela Turcji w parlamencie Rady Europy. Od 1955 r. był attasze prasowym w poselstwie Turcji w Bonn. W 1961 r. powrócił do Turcji, po czym został zastępcą dyrektora Komitetu Prasowego. W latach 70. stał na czele tureckiego biura Radia "Głos Ameryki". W 1993 r. zamieszkał w niepodległym Azerbejdżanie.